# Julija Pieczonkina
Julija Siergiejewna Pieczonkina (ros. Юлия Сергеевна Печёнкина; ur. 21 kwietnia 1978 w Krasnojarsku) – rosyjska lekkoatletka, specjalistka biegu na 400 metrów przez płotki, 7-krotna medalistka mistrzostw świata.

## Sukcesy
| Rok  | Zawody                    | Miasto     | Miejsce | Konkurencja                | Czas                               |
| ---- | ------------------------- | ---------- | ------- | -------------------------- | ---------------------------------- |
| 2001 | Halowe Mistrzostwa Świata | Lizbona    | 1.      | Sztafeta 4 × 400 m         | 3:30,00                            |
| 2001 | Puchar Europy             | Brema      | 1.      | Bieg na 400 m przez płotki | 53,84                              |
| 2001 | Mistrzostwa Świata        | Edmonton   | 2.      | Bieg na 400 m przez płotki | 54,27                              |
| 2001 | Mistrzostwa Świata        | Edmonton   | 3.      | Sztafeta 4 × 400 m         | 3:24,92                            |
| 2001 | Igrzyska Dobrej Woli      | Brisbane   | 3.      | Bieg na 400 m przez płotki | 55,27                              |
| 2002 | Halowe Mistrzostwa Europy | Wiedeń     | 5.      | Bieg na 400 m              | 52,91 (el. 52,27)                  |
| 2002 | Puchar Europy             | Annecy     | 1.      | Bieg na 400 m przez płotki | 53,38                              |
| 2002 | Puchar Świata             | Madryt     | 1.      | Bieg na 400 m przez płotki | 53,74                              |
| 2002 | Puchar Świata             | Madryt     | 3.      | sztafeta 4 × 400 m         | 3:26,59                            |
| 2003 | Halowe Mistrzostwa Świata | Birmingham | 1.      | Sztafeta 4 × 400 m         | 3:28,45                            |
| 2003 | Mistrzostwa Świata        | Paryż      | 3.      | Bieg na 400 m przez płotki | 53,71                              |
| 2003 | Mistrzostwa Świata        | Paryż      | 2.      | Sztafeta 4 × 400 m         | 3:22,91                            |
| 2004 | Igrzyska Olimpijskie      | Ateny      | 8.      | Bieg na 400 m przez płotki | 55,79 (el. – 53,57, półf. – 53,31) |
| 2005 | Halowe Mistrzostwa Europy | Madryt     | 1.      | Sztafeta 4 × 400 m         | 3:28,00 CR                         |
| 2005 | Mistrzostwa Świata        | Helsinki   | 1.      | Bieg na 400 m przez płotki | 52,90                              |
| 2005 | Mistrzostwa Świata        | Helsinki   | 1.      | Sztafeta 4 × 400 m         | 3:20,95                            |
| 2005 | Światowy Finał IAAF       | Monako     | 2.      | Bieg na 400 m przez płotki | 53,80                              |
| 2006 | Puchar Świata             | Ateny      | 1.      | Bieg na 400 m przez płotki | 53,88                              |
| 2006 | Puchar Świata             | Ateny      | 3.      | sztafeta 4 × 400 m         | 3:21,21                            |
| 2007 | Puchar Europy             | Monachium  | 1.      | Bieg na 400 m przez płotki | 54,04                              |
| 2007 | Mistrzostwa Świata        | Osaka      | 2.      | Bieg na 400 m przez płotki | 53,50                              |

## Rekordy życiowe
- Bieg na 400 metrów przez płotki – 52,34 s (2003) do 2019 rekord świata, 4. wynik w historii światowej lekkoatletyki
- bieg na 200 metrów (hala) – 23,26 (2005)
- bieg na 300 metrów (hala) – 37,09 (2005)
- bieg na 400 metrów (hala) – 51,00 (2003)
- bieg na 500 metrów (hala) – 1:09,69 (2003)
- skok w dal (hala) – 6,05 (2009)

Pieczonkina, razem z koleżankami z reprezentacji, jest aktualną halową rekordzistką świata w sztafecie 4 × 200 metrów – 1:32,41 (2005).
28 września 2009 ogłosiła zakończenie kariery sportowej.